# Neumann-Kanzel

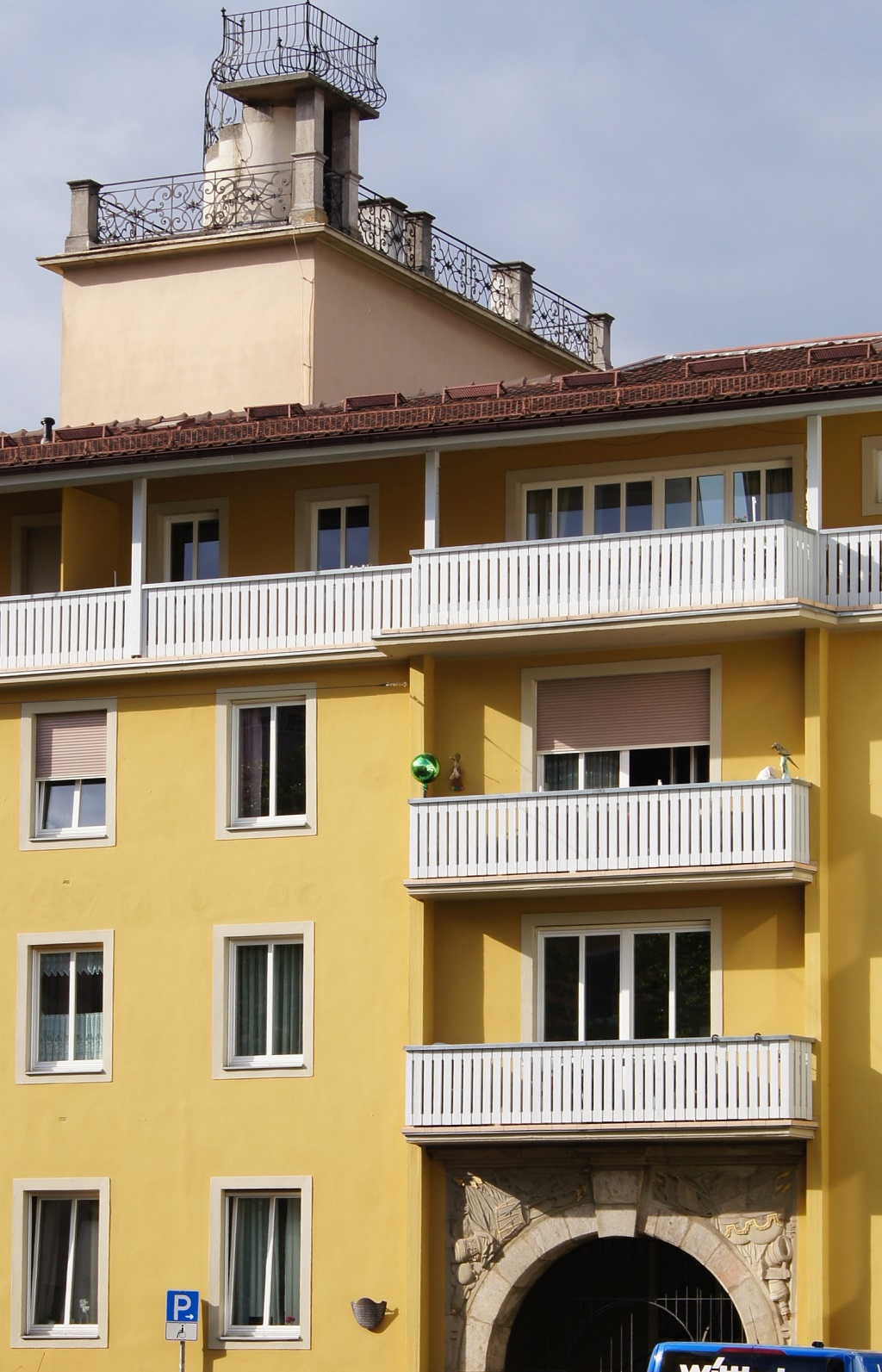
Ansicht von der Wolfhartsgasse (2017)

Neumann-Kanzel bzw. Belvedere bezeichnet eine denkmalgeschützte Aussichtsplattform im Würzburger Stadtbezirk Altstadt. Die Plattform war Teil des „Balthasar-Neumann-Hauses“ und wurde nach 1724 von Balthasar Neumann im Stil des Barock errichtet.

## Lage
Das Balthasar-Neumann-Haus befand sich in der Franziskanergasse 2 a; das denkmalgeschützte Portal und die neue Gedenktafel befinden sich in der Wolfhartsgasse.

## Geschichte

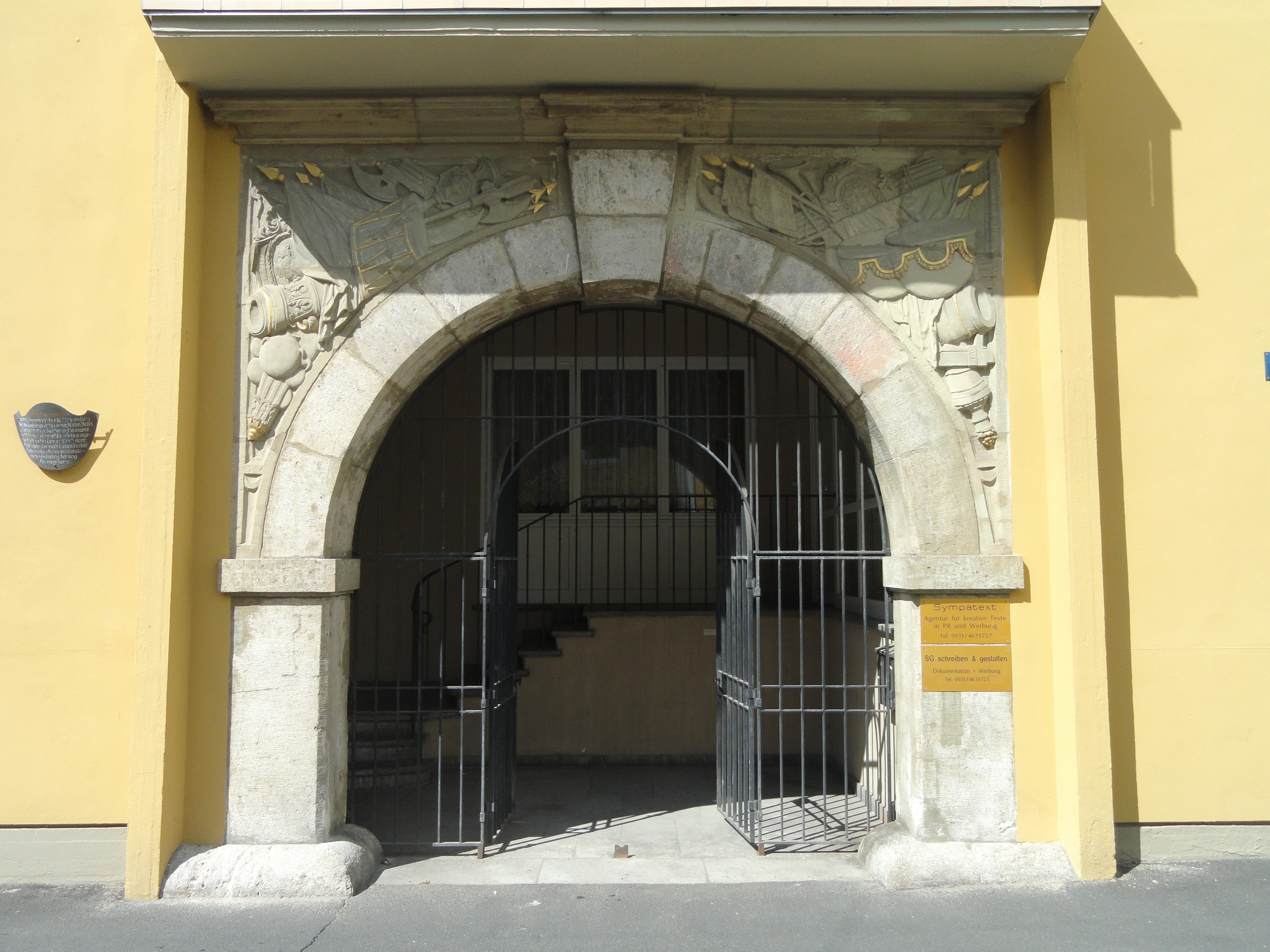
Das Portal des Hauses

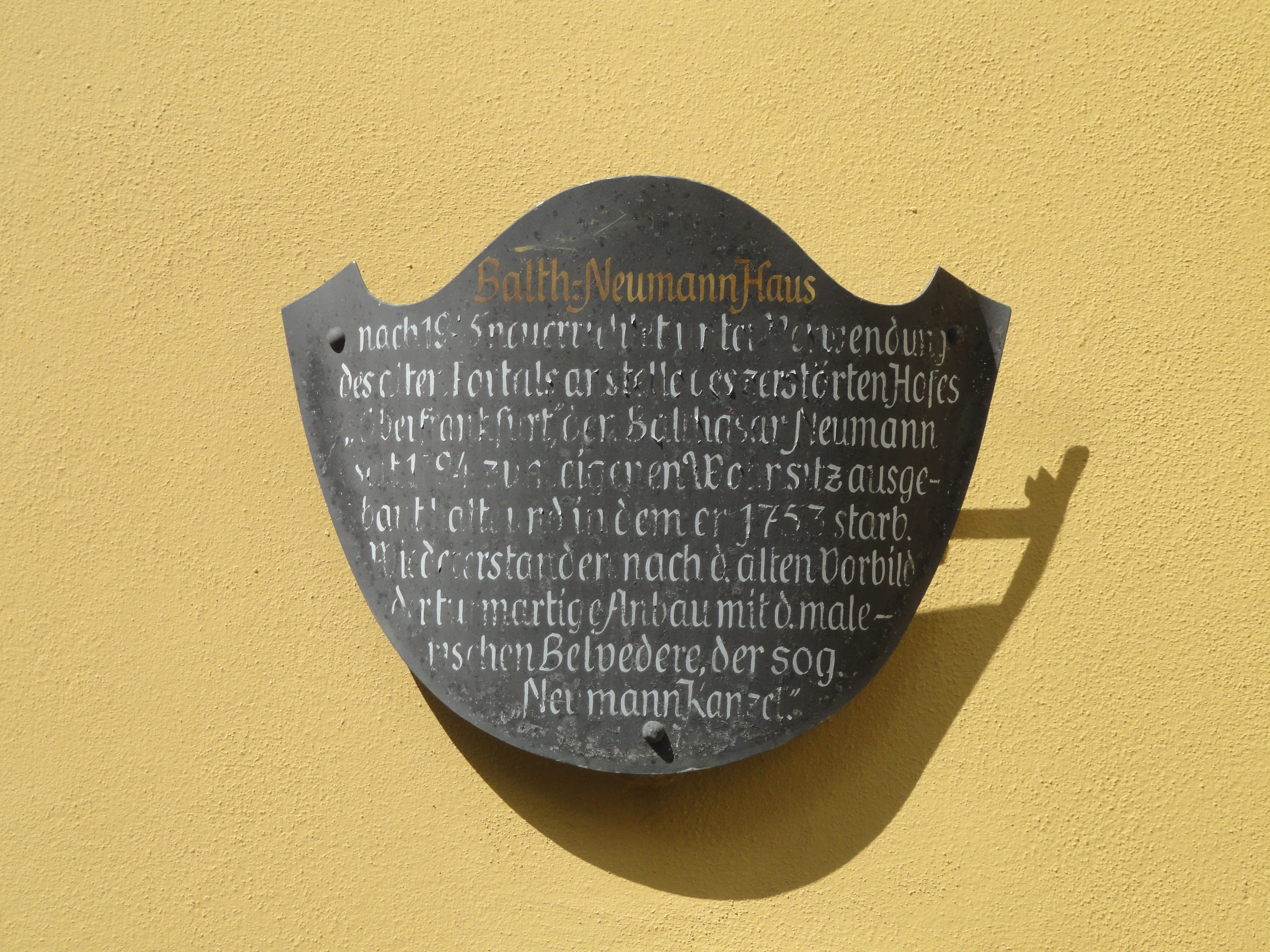
Die neue Gedenktafel

Joh. Balthasar Neumann bezog 1724 den Hof Oberfrankfurt den er vom Fürstbischof Christoph Franz von Hutten erworben hatte. Hier arbeitete er an den Entwürfen für verschiedene Neubauten in der Residenzstadt. Auf der Dachterrasse des Anwesens ließ er eine Aussichtsplattform anlegen. Diese wurde „Belvedere“ oder im Volksmund „Neumann-Kanzel“ genannt. Ein Podest auf dem Dach seines Hauses erlaubte ihm, seine Würzburger Bauprojekte zu überblicken.  Balthasar Neumann starb am 19. August 1753 im Oberfrankfurter Hof. Am Haus war eine Gedenktafel für den Architekten angebracht. Beim Bombenangriff auf Würzburg am 16. März 1945 wurde der historische Hof durch Bomben so schwer beschädigt, dass er 1950 wegen Einsturzgefahr gesprengt werden musste. 1955/56 wurde ein Neubau errichtet, auf dem die Kanzel und in den das erhalten gebliebene Portal des Hofs einbezogen wurden. Im Dachgeschoss wurde die „Balthasar-Neumann-Stube“ als Veranstaltungsraum eingerichtet. Kanzel und Portal wurden später in die Bayerische Denkmalliste eingetragen. Die Gedenktafel wurde erneuert.

## Bauwerk
Unter Denkmalschutz steht die Dachterrasse mit schmiedeeisernem Geländer sowie der erhöhte Pfeileraufbau mit Treppe im barocken Stil des 18. Jahrhunderts; ebenso das 1955/56 wiederaufgebaute Rundbogenportal des Hofs Oberfrankfurt mit Waffenreliefs in den Zwickeln aus dem 18. Jahrhundert. Diese Bauteile sind in einen Neubau von 1955/56 eingebaut worden.